# 符气浩
符气浩（1941年11月—），海南文昌人，中华人民共和国政治人物，曾任海南省政协副主席，中国国民党革命委员会中央委员会常务委员、海南省委员会主任委员，第八、九、十届全国政协委员。